# Parafia św. Wawrzyńca w Osinie Wielkiej
Parafia św. Wawrzyńca w Osinie Wielkiej – rzymskokatolicka parafia znajdująca się w dekanacie Ziębice archidiecezji wrocławskiej. Erygowana w XIII wieku.
Obsługiwana przez księży archidiecezjalnych. Jej proboszczem od 2023 jest ks. mgr Leszek Włodarczyk.

## Parafialne księgi metrykalne
| Księgi metrykalne | Okres ewidencji             |
| ----------------- | --------------------------- |
| chrztów           | 1766–1793 1905–1948 od 1960 |
| ślubów            | od 1945                     |
| zgonów            | od 1951                     |